# کیچیک دوزیورد
کیچیک دوزیورد (به لاتین: Kiçik Düzyürd) یک منطقه مسکونی در جمهوری آذربایجان است که در شهرستان گدابیگ واقع شده است.